# Bayer в Україні
Bayer — міжнародна компанія, що займає ключові позиції у світі в галузі охорони здоров'я та сільського господарства.
Завдяки своїм інноваційним продуктам  компанія працює  над пошуком рішень основних проблем сучасності.
Компанія Bayer покращує якість життя людей,  попереджаючи, полегшуючи та лікуючи різноманітні захворювання. Крім того, ми сприяємо забезпеченню надійного постачання високоякісних продуктів харчування, корму для тварин та засобів для рослин. Ми розробляємо нові молекули, що стають основою для інноваційних продуктів та рішення, що покращують здоров’я людей.
Після того як підрозділ MaterialScience (сьогодні – Covestro) став економічно та юридично незалежною структурою, компанія Bayer визначила напрям свого розвитку як компанії зі спеціалізацією в галузі наук про життя.

## Історія «Байєр» в Україні
Компанія «Байєр» в Україні є частиною глобального концерну Bayer AG зі штаб-квартирою в Леверкузені, Німеччина. Українське представництво компанії було засновано у 1992 році у місті Києві. Команда з більш ніж 500 фахівців працюють задля забезпечення споживачів якісними фармацевтичними продуктами, засобами захисту рослин, насінням та препаратами для здоров'я тварин. В основі діяльності компанії лежать принципи сталого розвитку, економічної стабільності та соціальної відповідальності.
Сьогодні компанія "Байєр" веде свою діяльність як єдина інтегрована організація під великою парасолькою – сильним брендом Байєр.
Операційна діяльність компанії представлена такими підрозділами – Pharmaceuticals (підрозділ рецептурних препаратів), Consumer Health (підрозділ безрецептурних препаратів ) і Crop Science (аграрний підрозділ), а також відділом  захисту здоров’я тварин Animal Health.
- Фармацевтичний підрозділ пропонує рецептурні препарати в таких терапевтичних напрямках, як кардіологія, жіноче здоров'я,  офтальмологія та інших.
- Підрозділ безрецептурних препаратів пропонує вітаміни для дорослих і дітей, знеболюючі та протизастудні препарати, засоби для лікування шлунково-кишкового тракту, дієтичні добавки, антигістамінні та дерматологічні препарати різної спрямованості, препарати для лікування кардіо-васкулярних захворювань
- Аграрний підрозділ здійснює свою діяльність в галузі захисту рослин та високоякісного насіння. окрім того, до складу підрозділу належить відділ засобів захисту здоров'я тварин.

З 1 вересня 2015 року відбувся вихід субконцерну  Bayer Material Science зі складу концерну Байєр АГ, відповідно і в Україні даний напрям став окремим бізнесом.

## Структура компанії в Україні
Забезпечуючи своїх споживачів широким спектром продуктів, компанія «Байєр» в Україні сьогодні представлена двома напрямками: охорона здоров'я та сільське господарство. У напрямку охорони здоров'я функціонує два підрозділи:
- Pharmaceuticals — інноваційні лікарські препарати, що відпускаються за рецептом
- Consumer Care — безрецептурні препарати

У напрямку сільського господарства компанія представлена аграрним підрозділом, що працює у таких сферах:
- захист рослин
- селекція та насінництво основних польових та овочевих культур
- захист здоров'я тварин (сільськогосподарські та домашні тварини)

## Продуктовий портфель

### Фармацевтичний підрозділ
Діяльність підрозділу Pharmaceuticals в Україні спрямована на покращення якості життя людей шляхом забезпечення інноваційними лікарськими препаратами в таких терапевтичних напрямках:
- Кардіологія — препарати для профілактики інфаркту та інсульту, лікування та профілактики артеріальних та венозних тромбозів, тромбоемболії, тромбозу вен;
- Офтальмологія — лікарські засоби для лікування захворювань сітківки ока, зокрема вологої вікової макулодистрофії, тромбозу центральної вени сітківки та діабетичного макулярного набряку;
- Жіноче здоров'я та планування сім'ї — гормональні контрацептиви, лікарські препарати для ведення менопаузи та лікування гінекологічних захворювань (ендометріоз, гіперандрогенні стани, аномальні маткові кровотечі);
- Інші — препарати для чоловічого здоров'я, протигельмінтні препарати та засоби для антибіотикотерапії, онкологічні препарати.

### Підрозділ безрецептурних препаратів
Підрозділ працює в Україні більш ніж 20 років. Продуктовий портфель Consumer Care включає низку продуктів у п'яти основних категоріях:
- Вітамінно-мінеральні комплекси та комплекси для опорно-рухового апарату (Кальцемін, Елевіт Пронаталь, Віта-Супрадин тощо)
- Препарати для кишково-шлункового тракту (Ренні, Реліф тощо)
- Дерматологічні препарати (Бепантен, Фридерм тощо)
- Протиалергійні препарати (Еріус, Кларитин)
- Протизапальні, протизастудні препарати та анальгетики (Аспірин, Алка-Зельтцер, Назол тощо).

### Аграрний підрозділ (Crop Science)

#### Засоби  захисту рослин
У 2017 році компанія «Байєр» в Україні пропонує 74 видів засобів захисту рослин, серед яких 22 гербіцида (напр. «Майстер Пауер», «Бетанал»),  10 інсектицидів  (напр. «Децис», «Конфідор»),  27 фунгіцидів (напр «Фалькон», «Солігор» тощо),  12 протруйників (напр «Гаучо», «Сценік» тощо),  а також 3 регулятори росту та прилипачі (напр «БіоПауер», «Меро»).

#### Насіння
З 2012 р. на ринку  України компанія «Байєр» представлена в сегменті насіння польових культур – озимим та ярим ріпаком. У 2015 р. започатковано   бізнес з насіння озимої пшениці.На сьогодні компанія «Байєр» має в своєму портфелі продуктів 11 гібридів озимого ріпаку та 3 гібриди ярого ріпаку.
Наш перший сорт озимої пшениці селекції «Байєр» - «Ареал Ювілейний» - вийшов на український ринок у 2015 році. На ринку  пропонується  до продажу сертифіковане насіння (1 репродукції).  В той же час продовжується копітка робота над створенням та реєстрацією нових сортів.
На ринку України компанія «Байєр» представлена в сегменті високоякісного посівного матеріалу овочів під брендом «Нунемс». Компанія  пропонує високоякісні сорти і гібриди 28 овочевих культур, серед яких: цибуля ріпчаста, цибуля-порей, морква, дині, огірки, помідори, кавуни, капуста, салат і перець.

#### Відділ захисту здоров'я тварин
Ветеринарний напрямок  Animal Health розпочав свою діяльність в Україні у 1995 р. Зараз в Україні зареєстровано понад 25 препаратів для сільськогосподарських, дрібних домашніх тварин та птиці. Широко відомими є препарати Дронтал®, Адвантікс®, Форесто®, які спрямовані на захист тварин від паразитів та профілактику зоонозних захворювань. Також даний підрозділ запровадив проект електронної ідентифікації тварин — Tracer®. Завдяки цьому проекту в Україні вперше стало можливо чіпувати собак, котів, зоопаркових тварин, племінних риб тощо. Створена електронна база чипованих тварин: http://www.tracer.com.ua [Архівовано 10 квітня 2022 у Wayback Machine.]

## Кар'єра
Компанія «Байєр» входить в топ найкращих роботодавців України. «Байєр» пропонує динамічне робоче середовище, в якому працює команда амбіційних та висококваліфікованих фахівців. Компанія «Байєр» в Україні пропонує відмінні можливості для подальшого розвитку кар'єри для фахівців усіх галузей, особливо для  у галузях сільського господарства та охорони здоров'я. З усіма вимогами та деталями працевлаштування ви можете ознайомитися тут [Архівовано 20 серпня 2015 у Wayback Machine.].